# Grzegorz Goździewicz
Grzegorz Goździewicz (ur. 12 maja 1947 we Wrześni) – polski prawnik, profesor nauk prawnych, nauczyciel akademicki, specjalizujący się w zagadnieniach prawa pracy.

## Życiorys
Ukończył studia na Wydziale Prawa Uniwersytetu im. Adama Mickiewicza w Poznaniu, gdzie w 1969 obronił pracę magisterską, pisaną pod kierunkiem prof. Krzysztofa Skubiszewskiego. Odbył aplikację sędziowską w Sądzie Wojewódzkim w Poznaniu, zakończoną egzaminem sędziowski. W 1970 rozpoczął studia doktoranckie na poznańskiej uczelni, które przerwał, w związku z zatrudnieniem w Zakładzie Prawa Pracy na Wydziale Prawa i Administracji Uniwersytet Mikołaja Kopernika w Toruniu. Tam w 1974 obronił pracę doktorską pt. "Umowa o naukę zawodu", napisaną pod kierunkiem prof. Czesława Jackowiaka; praca ta uzyskała nagrodę Ministra Pracy, Płacy i Polityki Socjalnej.
W 1975 oraz w latach 1981-1983 przebywał na stażu w Instytucie Prawa Pracy i Zabezpieczenia Społecznego w Bonn, gdzie gromadził materiały do rozprawy habilitacyjnej. Stopień doktora habilitowanego uzyskał w 1988 na podstawie dorobku naukowego oraz monografii pt. Szczególne właściwości norm prawa pracy, która została nagrodzona w 1990 Indywidualną Nagrodą Ministra Edukacji Narodowej. W 2015 tytuł naukowy profesora.
W 1991 został mianowany na stanowisko profesora nadzwyczajnego toruńskiej uczelni. Od 2003 kieruje Katedrą Prawa Pracy UMK. W latach 1996–1999 pełnił funkcje dziekana Wydziału Prawa i Administracji, natomiast w latach 2000-2012 kierował Podyplomowym Studium Prawa Pracy przy WPiA UMK. Ponadto w latach 1996-2012 był zatrudniony na stanowisku profesora nadzwyczajnego na Katolickim Uniwersytecie Lubelskim w Lublinie, gdzie kierował Katedrą Prawa Pracy i Ubezpieczeń Społecznych. Za zasługi dla lubelskiej uczelni został w 2012 roku odznaczony medalem Signum Catholicae Universitas Lubliniensis Joannie Pauli II.
Był nauczycielem akademickim Wydziału Zamiejscowego Nauk Prawnych i Ekonomicznych Katolickiego Uniwersytetu Lubelskiego w Tomaszowie Lubelskim.
Poza działalnością dydaktyczną i naukową pełnił szereg funkcji zawodowych i społecznych, będąc m.in. członkiem Rządowej Komisji ds. Reformy Prawa Pracy (1990-2002), Komisji Dyscyplinarnej przy Radzie Głównej Nauki i Szkolnictwa Wyższego w Warszawie (1996-1999) oraz Komisji Kodyfikacyjnej Prawa Pracy (2002-2006). Jest autorem licznych publikacji prawniczych (monografie, artykuły, komentarze, glosy).
W uznaniu swych zasług został odznaczony Medalem Komisji Edukacji Narodowej (1995) oraz Złotym Krzyżem Zasługi (2000), a także nagrodami uczelnianymi.

## Wybrane publikacje
- Umowa o naukę zawodu (1974)
- Problematyka prawna nauki zawodu w uspołecznionych zakładach pracy (1977)
- Szczególne właściwości norm prawa pracy (1988)
- Uprawnienia związków zawodowych w stosunkach pracy (wraz ze Zbigniewem Myszką i Janem Piątkowskim) (1992)
- Układy zbiorowe pracy. Regulamin wynagradzania. Regulamin pracy (1996)
- Zbiorowe prawo pracy w społecznej gospodarce rynkowej (red., 2000)
- Reprezentacja praw i interesów pracowniczych (red., 2002)